# 都柏林走道
都柏林走道（英語：Dublin Link，或译为都柏林人行通道）是美国俄亥俄州都柏林的跨过赛欧托河的人行与非机动车通道，2020年3月6日通车，2021年获国际桥梁大会颁发的尤金·菲戈奖。